# Brewster (Minnesota)
Brewster ist eine Kleinstadt (mit dem Status „City“) im Nobles County im US-amerikanischen Bundesstaat Minnesota. Das U.S. Census Bureau hat bei der Volkszählung 2020 eine Einwohnerzahl von 506 ermittelt.

## Geografie
Brewster liegt im Südwesten Minnesotas auf der Coteau des Prairies genannten Hochebene, die bis nach Iowa im Süden und South Dakota im Westen reicht. Die geografischen Koordinaten sind 43°41′55″ nördlicher Breite und 95°28′07″ westlicher Länge. Der Ort erstreckt sich über eine Fläche von 3,52 km².
Benachbarte Orte von Brewster sind Kinbrae (15,1 km nördlich), Miloma (11,2 km nordöstlich), Okabena (14,9 km ostnordöstlich), Round Lake (19 km südlich), Worthington (14,3 km südwestlich) und Reading (19,9 km westlich).
Die nächstgelegenen größeren Städte sind Minneapolis (270 km ostnordöstlich), Minnesotas Hauptstadt Saint Paul (283 km in der gleichen Richtung), Rochester (278 km östlich), Iowas Hauptstadt Des Moines (383 km südöstlich), Omaha in Nebraska (329 km südlich), Sioux Falls in South Dakota (109 km westlich) und Fargo in North Dakota (428 km nördlich).

## Verkehr
In Nordost-Südwest-Richtung verläuft die Minnesota State Route 60 als Hauptstraße durch Brewster. Alle weiteren Straßen sind untergeordnete Landstraßen, teils unbefestigte Fahrwege oder innerörtliche Verbindungsstraßen.
Parallel zur MN 60 verläuft für den Frachtverkehr eine Eisenbahnstrecke der Union Pacific Railroad, der größten Eisenbahngesellschaft des Landes.
Mit dem Worthington Municipal Airport liegt 16 km südwestlich von Brewster ein kleiner Flugplatz. Die nächsten Regionalflughäfen sind der Southwest Minnesota Regional Airport in Marshall (105 km nordnordwestlich) und der Sioux Falls Regional Airport (108 km westlich). Der nächste internationale Flughafen ist der Minneapolis-Saint Paul International Airport (265 km nordöstlich).

## Demografische Daten
Nach der Volkszählung im Jahr 2010 lebten in Brewster 473 Menschen in 207 Haushalten. Die Bevölkerungsdichte betrug 134,4 Einwohner pro Quadratkilometer. In den 207 Haushalten lebten statistisch je 2,29 Personen. 
Ethnisch betrachtet setzte sich die Bevölkerung zusammen aus 95,3 Prozent Weißen, 0,2 Prozent (eine Person) Afroamerikanern, 1,3 Prozent amerikanischen Ureinwohnern sowie 2,7 Prozent aus anderen ethnischen Gruppen; 0,4 Prozent (zwei Personen) stammten von zwei oder mehr Ethnien ab. Unabhängig von der ethnischen Zugehörigkeit waren 5,3 Prozent der Bevölkerung spanischer oder lateinamerikanischer Abstammung. 
27,3 Prozent der Bevölkerung waren unter 18 Jahre alt, 57,9 Prozent waren zwischen 18 und 64 und 14,8 Prozent waren 65 Jahre oder älter. 50,1 Prozent der Bevölkerung war weiblich.

Das mittlere jährliche Einkommen eines Haushalts lag bei 46.389 USD. Das Pro-Kopf-Einkommen betrug 20.189 USD. 10,9 Prozent der Einwohner lebten unterhalb der Armutsgrenze.